# Pieramożnik
Pieramożnik (biał. Пераможнік; ros. Переможник) – przystanek kolejowy w lasach, w rejonie czauskim, w obwodzie mohylewskim, na Białorusi. Najbliższa miejscowość - Nowaaliaksandrauka, oddalona jest o 3 km.  Położony jest na linii Osipowicze – Mohylew – Krzyczew.